# Ciriaco Sancha y Hervás
Ciriaco María Sancha y Hervás (Quintana del Pidio, 18 de junio de 1833-Toledo, 25 de febrero de 1909) fue un arzobispo y patriarca latino español, cardenal y teólogo de la Iglesia católica. Fue beatificado el 18 de octubre de 2009 en la catedral de Toledo.

## Biografía
Hijo de Ambrosio Sancha Maestre y Baltasara Hervás Casas. Eran humildes trabajadores del campo. Ciriaco tenía diez años cuando murió su madre, recibió el sacramento de la confirmación el 13 de septiembre de 1849 de manos del obispo de Burgos-Osma. En 1852, con ayuda del párroco del pueblo fue admitido al Seminario Santo Domingo de Guzmán en Osma. Fue ordenado sacerdote el 27 de febrero de 1858. El mismo 4 de marzo del mismo año cantó su primera misa en su pueblo natal. Completó sus estudios en la Universidad de Salamanca. En 1862 se trasladó a Cuba, como secretario del arzobispo Primo Calvo y Lope, un burgalés, que había sido nombrado arzobispo de Santiago de Cuba y que conocía a Ciriaco desde seminarista y sacerdote.
Con ancianos desprotegidos, niños y niñas abandonados llevó a cabo una labor asistencial y de cuidado por la que se ganó el apodo de "padre de los pobres". El 5 de agosto de 1869 cumplió su sueño de fundar una congregación de religiosas para el cuidado de huérfanos inválidos y desamparados: la Congregación Hermanas de los pobres inválidos y niños pobres, posteriormente llamada: Hermanas de la Caridad del Cardenal Sancha.

### Episcopado
El 28 de mayo de 1876 fue nombrado obispo auxiliar de Toledo (en el tiempo en el que los obispos residían en Madrid), recibiendo la ordenación episcopal el 12 de marzo del mismo año, de manos del cardenal Moreno y Maisanove. En 1882 fue nombrado obispo residencial de Ávila. Solo cuatro años más tarde, en 1886, fue elegido segundo obispo de la sede de Madrid-Alcalá, para sustituir al asesinado Martínez Izquierdo y, de hecho, poner en funcionamiento la nueva diócesis madrileña, tarea que su antecesor no tuvo tiempo de ejecutar. Siendo obispo de esta diócesis, en 1888 convocó el primer Congreso Católico Nacional.
León XIII le nombró arzobispo de Valencia el 11 de julio de 1892. Dicha diócesis estaba vacante porque Antolín Monescillo había sido promovido a arzobispo de Toledo. Tomó posesión de la misma el 14 de noviembre del citado año y el 20 de noviembre hizo la entrada en la catedral. Del 19 al 26 de noviembre de 1893 celebró el Congreso Eucarístico Nacional en Valencia. Cuidó especialmente la formación de los sacerdotes. Impulsó y creó asociaciones e instituciones religiosas produciendo una gran renovación.

### Cardenalato y últimos días
El 18 de julio de 1894, León XIII lo designó cardenal del título de San Pietro in Montorio.
En 1898 fue nombrado arzobispo primado de Toledo, que llevaba aparejado el nombramiento de patriarca de las Indias Occidentales. Llevó a cabo una intensa labor pastoral y social entre los más necesitados, en tiempos de especial dificultad política.
A él se le atribuyen también los primeros movimientos encaminados a la unidad de los católicos.
Fue senador en las legislaturas 1887-1888 (por derecho como obispo de Madrid) y 1893-1894 (por derecho propio).
El 28 de febrero de 1909 fue enterrado en la catedral de la ciudad. En su tumba de bronce, que recibía flores a diario hasta el momento de su exhumación, figura el siguiente epitafio: «vivió pobre y pobrísimamente murió».

## Proceso de beatificación y memoria litúrgica
En 2006 el papa Benedicto XVI lo declaró «siervo de Dios».
Durante el año 2009, centenario de su muerte, se realizaron distintos actos en su memoria.
El 18 de octubre de 2009 fue beatificado en la catedral primada de Toledo, durante una solemne misa presidida por Angelo Amato, prefecto de la Congregación para las Causas de los Santos y legado pontificio, y concelebrada por el arzobispo de Toledo, Braulio Rodríguez Plaza, los cardenales Antonio Cañizares Llovera, prefecto de la Congregación para el Culto Divino y la Disciplina de los Sacramentos; Francisco Álvarez Martínez, arzobispo emérito de Toledo; Antonio María Rouco Varela, arzobispo de Madrid; Agustín García-Gasco, arzobispo emérito de Valencia; y así hasta alrededor de cincuenta obispos.
El papa Benedicto XVI lo definió en la carta apostólica para la beatificación como "infatigable testigo de Cristo, padre de los pobres y servidor de la unidad de la Iglesia".
Su memoria litúrgica se celebra cada año el 25 de febrero, día de su fallecimiento.